# 9K720
Die 9K720 Iskander (russisch: 9К720 Искандер) ist ein fahrzeuggebundenes Raketensystem aus russischer Produktion. Es kann sowohl ballistische Kurzstreckenraketen (SRBM) als auch Marschflugkörper transportieren und starten. Die GRAU-Indizes für das Gesamtsystem lauten 9K720 und 9K723. Bei den russischen Streitkräften wird das System auch als Iskander bezeichnet. Die NATO-Codenamen lauten SS-26 Stone, SS-C-7 Southpaw und SS-C-8 Screwdriver.

## Entwicklung
Anfang der 1980er-Jahre entstanden in der Sowjetunion verschiedene Studien zu einem Nachfolgesystem der Kurzstreckenraketen R-17 Elbrus und OTR-23 Oka. Gefordert wurde ein taktisches Raketensystem mit hoher Geschwindigkeit und einer Reichweite von mindestens 400 km. Auch sollte das neue System in der zukünftigen vernetzten Kriegführung einsetzbar sein. 1987 wurde vom Ministerrat der UdSSR dem Konstruktionsbüro KBM der Entwicklungsauftrag erteilt. Chefkonstrukteur bei KBM war Sergei Nepobedimy. Grundlage der neuen Rakete war die auf der OTR-23 basierende Forschungsrakete Sfera. Weiter griffen die Entwickler auf verschiedene Komponenten der 9K79 Totschka zurück. Die Raketentests mit dem als Iskander bezeichneten System wurden zwischen 1991 und 1997 auf dem Testgelände Kapustin Jar durchgeführt. Am 25. Oktober 1995 gab die Militärzeitung Krasnaja Swesda den offiziellen Abschluss der Raketentests bekannt. Noch während der ersten Tests mit den Prototypen wurde beschlossen, das Konzept in Richtung eines modularen Mehrzweck-Raketensystems für das Russische Heer zu ändern, das 1993 genehmigt wurde. Die folgenden Arbeiten wurden innerhalb des Konstruktionsbüros KBM unter der Leitung von Oleg Mamaligi fortgesetzt. Ab dem Jahr 1996 wurden mit dem nun als Iskander-M bezeichneten System die ersten Teststarts durchgeführt. Finanzielle und technische Schwierigkeiten beim Hersteller verzögerten die Fertigstellung bis zum August 2004. Schließlich wurde im Jahr 2006 das Iskander-M-System beim russischen Heer eingeführt.
Im Jahr 1998 wurde das Konstruktionsbüro Nowator in Jekaterinburg mit der Entwicklung eines Marschflugkörpers für das Iskander-K-Raketensystem beauftragt. Die Entwicklung erfolgte unter dem Chefkonstrukteur Pawel Kemnjow. Der erste Teststart mit einem 9M728 (R-500)-Marschflugkörper erfolgte am 9. Mai 2007 auf dem Testgelände Kapustin Jar. Im Jahr 2013 wurde das Iskander-K-System beim russischen Heer eingeführt. Die Iskander-K-Ausführung mit dem verbesserten 9M729-Marschflugkörper wurde im Jahre 2017 beim russischen Heer eingeführt.

## Versionen
- 9K115 Tender: 1. Prototyp installiert auf LKW BAS-6954.[7]
- 9K720 Iskander: 1. Serienversion. NATO-Codename: SS-26 Stone-A.
  - mit 9M720-Raketen mit einer Reichweite von 415 km und einer Nutzlast von 700–800 kg.
- 9K723 Iskander-M: 2. Serienversion. NATO-Codename: SS-26 Stone-B.
  - mit 9M723-Raketen mit einer Reichweite von 480–500 km und einer Nutzlast von 700–800 kg.
  - mit 9M723TL-Raketen mit Endphasen-Lenksystem (Projekt).[11]
- Iskander-E: Exportversion.
  - mit 9M723E-Raketen mit einer verringerten Reichweite von 280 km und einer Nutzlast von 482 kg.[2][12]
- Iskander-K:
  - mit zwei Startbehältern für Marschflugkörper 9M728 (R-500) mit einer Reichweite von 490 km. NATO-Codename: SS-C-7 Southpaw.[13][14]
  - mit vier Startbehältern für Marschflugkörper 9M729. Russischen Angaben zufolge hat dieser Marschflugkörper eine maximale Reichweite von 480 km. NATO-Codename: SS-C-8 Screwdriver.[13][15]

## Technik

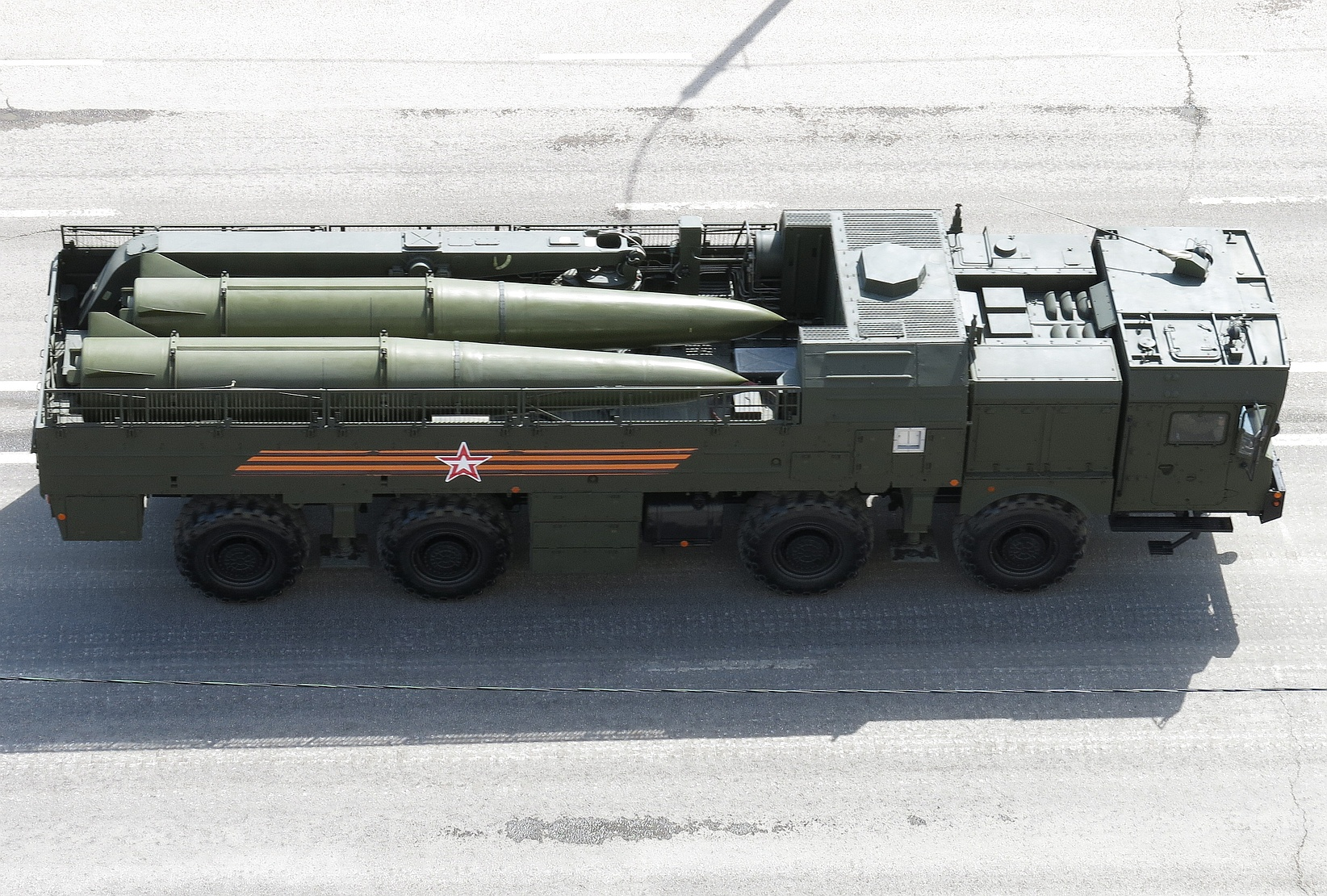
Transport- und Ladefahrzeug 9T250 mit zwei 9M720-Raketen und eingeklapptem Kranausleger

Die SS-26 erreicht eine deutlich höhere Zielgenauigkeit als ihre Vorgänger.

### Fahrzeug
Das System ist auf dem geländegängigen Lastkraftwagen MSKT-7930 untergebracht. Dieses Startfahrzeug trägt die Typenbezeichnung 9P78 bzw. 9P78E. Das System ist hochmobil und schnell verlegbar. Auf dem Dach des Fahrzeuges ist eine Satellitennavigation-Antennengarnitur installiert. Das Navigationssystem arbeitet mit einem Empfänger für die Satelliten-Navigationssysteme GLONASS und GPS. Es wird eine minimale Reaktionszeit aus voller Fahrt bis zum Raketenstart von rund 16 Minuten erreicht. Jedes Fahrzeug ist mit zwei 9M723-Raketen bestückt, die in einem Abstand von 40 Sekunden gestartet werden können. Für den Raketenstart werden die Raketen über das Fahrzeugheck in einem Winkel von 90° angestellt. Zum Komplex Iskander gehören weitere Fahrzeuge, darunter das Transport- und Ladefahrzeug 9T250, das ebenfalls auf dem MSKT-7930 basiert und zwei Raketen transportiert sowie mit einem Ladekran ausgestattet ist. Die vier weiteren Fahrzeuge des Komplexes basieren auf Lastwagen vom Typ KamAZ-43101. Es gibt ein Führungsfahrzeug 9S552, ein Wartungsfahrzeug zum Test der Rakete, ein Fahrzeug 9S920 für Koordinaten- und Informationsverarbeitung sowie ein Versorgungsfahrzeug für die Bedienungsmannschaft.

### Raketen

#### Iskander-M und -E: Ballistische Kurzstreckenraketen
Die Ausführung 9K723 Iskander-M verwendet die ballistische Kurzstreckenrakete 9M723. Über diese Rakete gibt es nicht viele gesicherte Daten, verbreitete Daten sind zum Teil irreführend. Die 9M723-Rakete wird von einem einstufigen, kartuschierten Komposit-Feststofftreibsatz angetrieben. Der Raketenmotor hat eine Brenndauer von rund 25 Sekunden und beschleunigt die Rakete auf eine Geschwindigkeit von rund 2100 m/s. Die Steuerung erfolgt mittels einer Trägheitsnavigationsplattform, die wie bei der 9K79-Rakete während des gesamten Flugs aktiv ist. Die Kurskorrekturen erfolgen durch vier Strahlruder sowie vier trapezförmige Steuerflächen. Die Reichweitensteuerung erfolgt nicht durch Schubterminierung, sondern durch Anpassen der Flugbahn. Daher kann die Flugbahn der Raketen neben der üblichen Wurfparabel auch einer semi-ballistischen Kurve gleichen. Die minimale Einsatzdistanz beträgt nach offiziellen russischen Angaben 50 und die maximale 480 bis 500 km. Nach russischen Angaben erreicht die 9M723-Rakete einen Streukreisradius (CEP) von 30 bis 100 m. Neben russischen Quellen, die berichteten, dass die Reichweite der 9M723-Rakete problemlos auf über 500 km gesteigert werden könne, bezweifelten auch Nachrichtendienste der Vereinigten Staaten und der NATO die russischen Angaben zur maximalen Reichweite. Gemäß westlichen Nachrichtendiensten könnte die 9M723-Rakete, wenn sie z. B. mit einem Nukleargefechtskopf vom Typ AA-75 (Gewicht 372 kg) bestückt wird, eine maximale Reichweite von über 600 km erreichen.

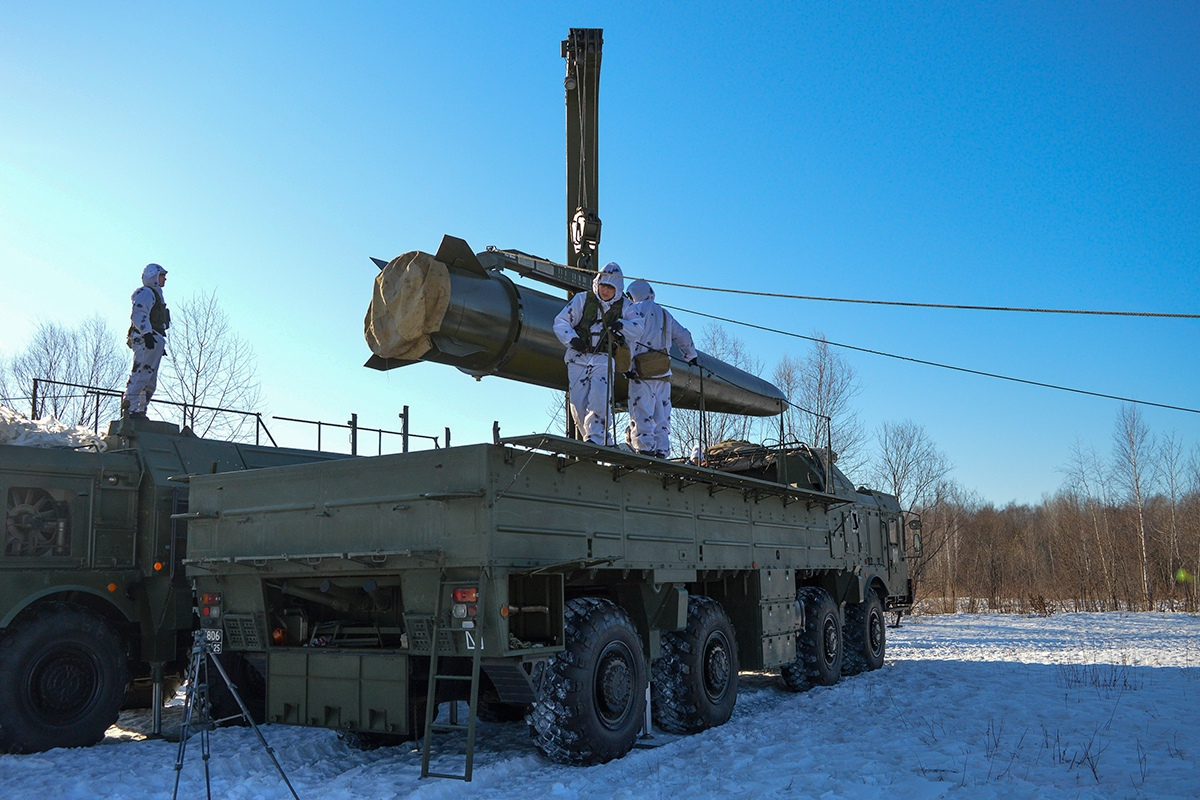
Russische Streitkräfte beim Verladen einer Iskander-Rakete

Gemäß russischen Medien und Herstellerangaben soll die 9M723-Rakete auch mit einem GLONASS-Satellitennavigationssystem sowie einem optoelektronischen 9E436-Endphasen-Lenksystem für einen Gelände-Kontur-Abgleich ausgerüstet werden können. Dieses enthält eine digitale Infrarot-Kamera, welche die Rakete im Zielendanflug selbstständig auf einen Punkt zusteuert, der zuvor auf einer digitalen Satellitenkarte markiert wurde. Mit diesem Zusatzsystem soll ein Streukreisradius (CEP) von rund 10 m erreicht werden. Das Projekt wurde in den Jahren 2004 bis 2006 erwähnt. Danach berichteten russische Medien nichts mehr darüber. Ob das Satellitennavigationssystem und das Endphasen-Lenksystem fertig entwickelt wurden, ist nicht bekannt.
Die 9M723-Rakete verfügt über eine Reihe von Systemen zur Überwindung gegnerischer Abwehrmaßnahmen. In der Anfangsphase fliegt die Rakete in einer flachen semi-ballistischen Flugbahn. Bei der maximalen Einsatzreichweite der Iskander-E (rund 280 Kilometer) beträgt das Apogäum lediglich 40–50 km. Eine solch flache Flugbahn erschwert die Zielerfassung durch Suchradare. Während des Zielanfluges soll die Rakete nach dem Zufallsprinzip abrupte Ausweichmanöver mit einer Belastung von 25 bis 30 g durchführen können. Weiter können im Raketenrumpf sechs Kanister für Penetrationshilfen angebracht werden. Diese stoßen beim Zielanflug 9B999-Täuschkörper aus. Zusätzlich soll die Raketenoberfläche mit einer radarabsorbierenden Schutzschicht versehen sein.
Die 9M723-Raketen können mit unterschiedlichen Gefechtsköpfen bestückt werden, wobei der Gefechtskopf mit Streumunition den Standardgefechtskopf darstellt:
- 9N722K-Gefechtskopf für 54 Stück 9N730-Streumunition (Submunition) mit kombinierter Splitter- und panzerdurchschlagender Wirkung.[11][22]
- 9N722F-Splittergefechtskopf[22]
- 9N722F1-Splitter/Brandgefechtskopf[22]
- 9N722F2-Penetrationsgefechtskopf[22]
- AA-86 (9N70)-Nuklearsprengkopf mit einer variablen Sprengleistung von 5 bis 50 kT.
- AA-92-Nuklearsprengkopf mit einer variablen Sprengleistung von 100 bis 200 kT.

Weiter wird über verschiedene andere Gefechtsköpfe spekuliert wie ein Gefechtskopf mit Panzerabwehrminen zur Fernverminung, eine Aerosolbombe, selbstzielsuchende (intelligente) Submunition zur Panzerbekämpfung (Iskander: 72 Stück, Iskander-E: 54 Stück) sowie ein nicht-nuklearer EMP-Sprengkopf vom Typ Atropos.
Die Export-Rakete 9M723E hat eine verringerte Reichweite von 280 km und ist mit den 482-kg-Gefechtsköpfen der 9M79-Rakete bestückt. Damit verletzt die 9M723E-Rakete nicht die Export-Richtlinien des Missile Technology Control Regime (MTCR) welche Exporte von ballistischen Raketen mit einer Nutzlast von mehr als 500 kg sowie einer Reichweite von größer als 300 km verbietet.
| System            | Iskander-M                 | Iskander-E (Export) |
| Raketen           | 9M723                      | 9M723E              |
| ----------------- | -------------------------- | ------------------- |
| Länge             | 7,28 m                     | 7,28 m              |
| Rumpfdurchmesser  | 914 mm                     | 914 mm              |
| Spannweite        | 1500 mm                    | 1500 mm             |
| Gewicht           | 4615 kg                    | 3800 kg             |
| Nutzlast          | 700–800 kg                 | 482 kg              |
| Sprengkopf        | konventionell oder nuklear | konventionell       |
| Einsatzreichweite | 480–500 km                 | 280 km              |

Quellen:

#### Iskander-K: Marschflugkörper

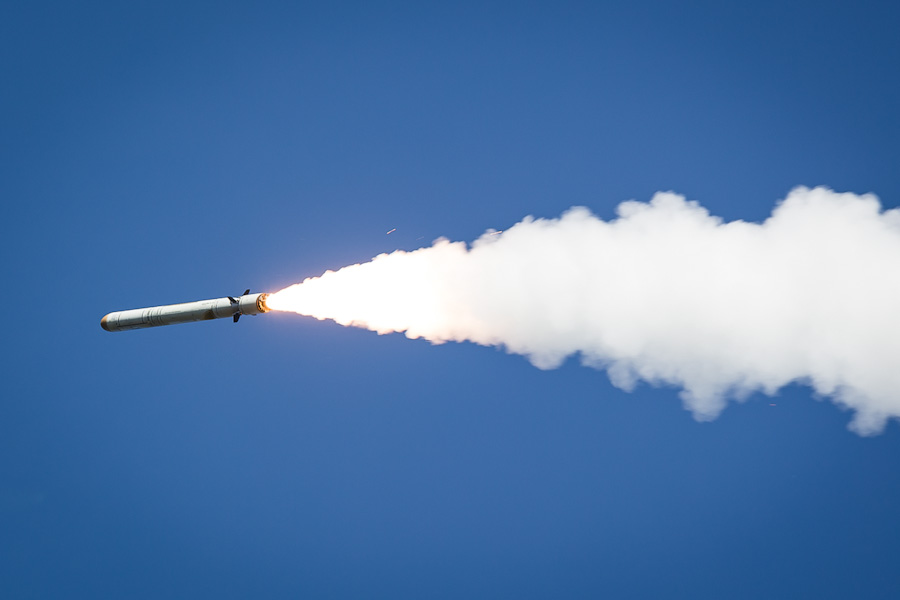
9M728-Marschflugkörper kurz nach dem Start

Die Ausführung Iskander-K verwendet Marschflugkörper vom Typ 9M727, 9M728 und 9M729. Westliche und russische Quellen gehen davon aus, dass diese Marschflugkörper auf dem seegestützten 3M14-Marschflugkörper basieren. Dieser Marschflugkörper wird von U-Booten und Schiffen eingesetzt und hat eine Reichweite von 1500 bis 2600 km. Demnach soll es sich bei den 9M728 und 9M729-Marschflugkörpern um fahrzeuggebundene Ausführungen des 3M14-Marschflugkörpers handeln, welche eine auf unter 500 km reduzierte Reichweite haben sollen. Westliche Nachrichtendienste nehmen jedoch an, dass die tatsächliche Reichweite der 9M728/9M729-Marschflugkörper bei bis zu 1500 km liegt. Ebenso geben auch russische Quellen an, dass die Reichweite der Marschflugkörper problemlos auf über 1000 km gesteigert werden kann.
Die Marschflugkörper sind in Transport- und Abschussbehältern auf dem Startfahrzeug untergebracht. Für den Start werden diese Behälter über das Fahrzeugheck vertikal angestellt. Der Start des Marschflugkörpers erfolgt mit Hilfe eines Feststoffboosters, der die Lenkwaffe auf eine Höhe von rund 100 m bringt, wo er abgeworfen wird und das Marschtriebwerk zündet. Ebenso entfalten sich am Flugkörperheck vier Steuerflügel sowie in der mittleren Rumpfsektion zwei Tragflächen. Das Marschtriebwerk ist ein Turbofan-Triebwerk vom Typ R-95-300 (RDK-300) des Herstellers NPO Saturn. Dieses sorgt für eine Fluggeschwindigkeit von 230 bis 260 m/s. Der Marschflug erfolgt im Konturenflug in einer Flughöhe zwischen 50 und 150 m. Ein Radar-Höhenmesser sorgt für den nötigen Sicherheitsabstand zwischen der Lenkwaffe und der Erdoberfläche. Die Navigation während des Marschfluges erfolgt mittels eines kombinierten INS/GPS-Lenksystems. Das System verfügt über einen mehrkanaligen Empfänger für die Satelliten-Navigationssysteme GLONASS und GPS. Je nach Verfügbarkeit wählt das Lenksystem automatisch eines der beiden Satelliten-Signale aus. Für den Zielanflug kommt ein radarbasierter DSMAC-Suchkopf (Gelände-Kontur-Abgleich) zum Einsatz. Im Zielgebiet sucht das Radar die zuvor eingespeicherten Strukturen und vermisst deren Lage im Raum. Durch eine Vergleichsrechnung zwischen Soll- und vermessener Position wird dann eine Kurskorrektur errechnet und das Ziel angeflogen. Gemäß Herstellerangaben liegt die Treffgenauigkeit bei fünf bis zehn Metern. Die Marschflugkörper können mit einem 450 bis 500 kg schweren Splittergefechtskopf, Streumunition oder einem Nukleargefechtskopf mit einer Sprengkraft von 10 bis 100 kT bestückt werden.
| System            | Iskander-K                       | Iskander-K                       |
| Raketen           | 9M728 (R-500)                    | 9M729                            |
| ----------------- | -------------------------------- | -------------------------------- |
| Länge             | ~8,10 m                          | ~8,10 m                          |
| Rumpfdurchmesser  | 514 mm                           | 514 mm                           |
| Spannweite        | ~3000 mm                         | ~3000 mm                         |
| Gewicht           | ~2000–2500 kg                    | ~2000–2500 kg                    |
| Nutzlast          | 450 kg                           | 450–500 kg                       |
| Sprengkopf        | nuklear oder konventionell       | nuklear oder konventionell       |
| Einsatzreichweite | 490 km (nach russischen Angaben) | 480 km (nach russischen Angaben) |

Quellen:

## Einsatz

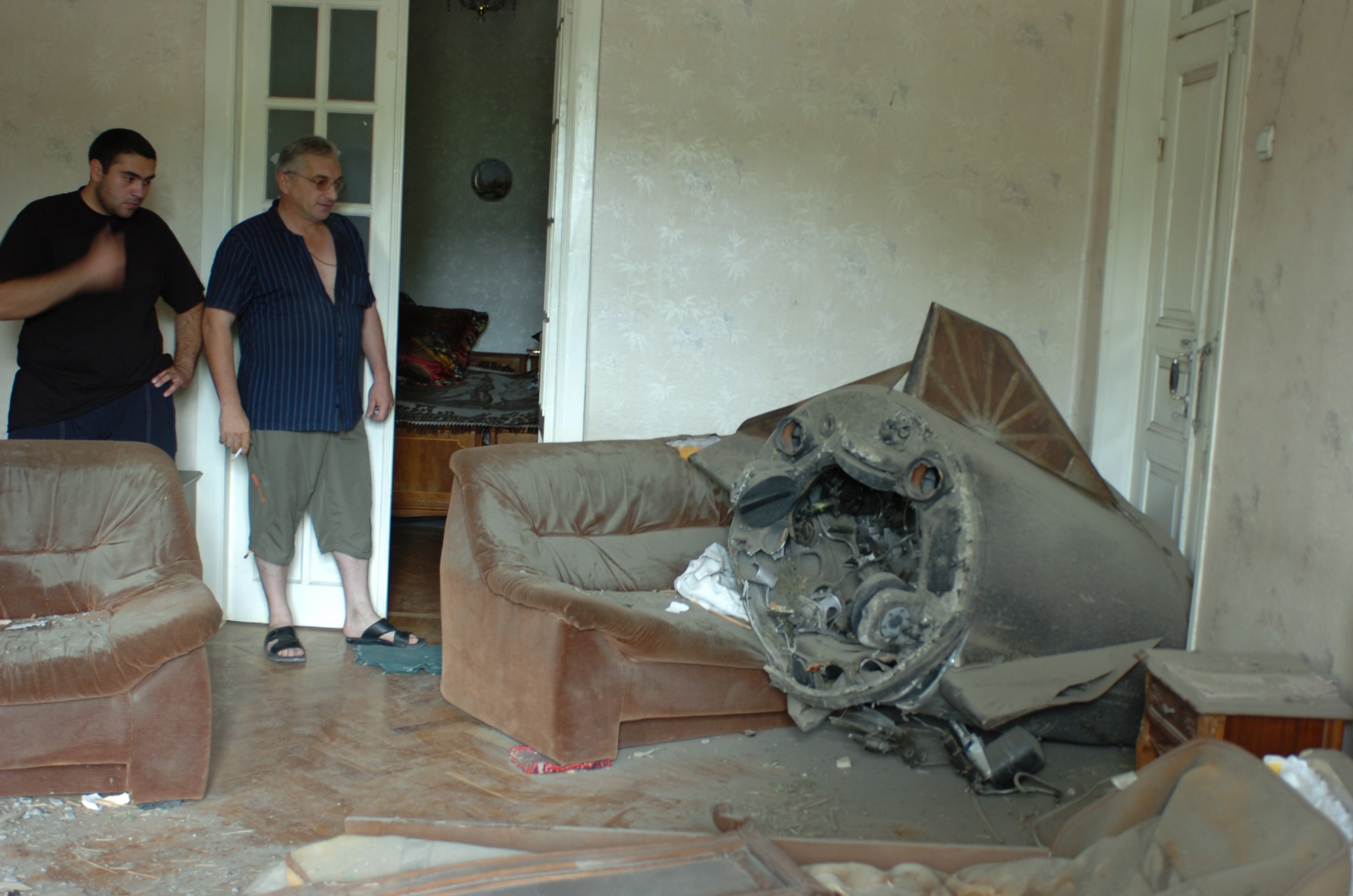
Reste einer SS-26 in einer Wohnung in Gori, 25. August 2008

### Kaukasuskrieg
Laut dem georgischen Innenministerium sollen während des Kaukasus-Konflikts 2008 mindestens drei 9M723-Raketen gegen Ziele in Poti und der entmilitarisierten Stadt Gori in Georgien gestartet worden sein. Eine weitere Iskander-Rakete soll nahe der Pipeline nach Supsa eingeschlagen sein. Nachdem der russische Generalstab zuerst auch den Einsatz von 9K79-Totschka-Raketen bestritt, dementierte er auch den Einsatz von Iskander-Raketen in diesem Konflikt. Später verwies der russische Generalstab im Bezug auf den Einsatz von Iskander-Raketen auf Zuordnungsprobleme mit 9K79-Totschka-Raketen, welche zur selben Zeit eingesetzt worden seien. Dieser Aussage widersprechen das georgische Innenministerium, Medienberichte, Fotos in sozialen Medien sowie Berichten in Fachliteratur. Diesen zufolge konnten die Raketentrümmer, auf denen u. a. der GRAU-Index sichtbar war, zweifelsfrei der Iskander-Rakete zugeordnet werden.
Kurz nach dem Kaukasuskonflikt berichteten der russische Auslandsrundfunkdienst Stimme Russlands und die russische Denkfabrik Centre for Analysis of Strategies and Technologies über den Einsatz von Iskander-Raketen in diesem Konflikt. Westliche Beobachter erkennen in diesen Einsätzen keinen taktischen Wert. Ihren Beobachtungen zufolge dienten diese Einsätze vermutlich für Waffentests sowie der Waffendemonstration.

### Bürgerkrieg in Syrien
Im Rahmen des russischen Engagements im Bürgerkrieg in Syrien wurden mindestens zwei Iskander-Systeme am Luftwaffenstützpunkt Hmeimim in Latakia stationiert. Von dort aus wurden Ziele in Aleppo und in Nordsyrien beschossen.

### Bergkarabachkonflikt 2020

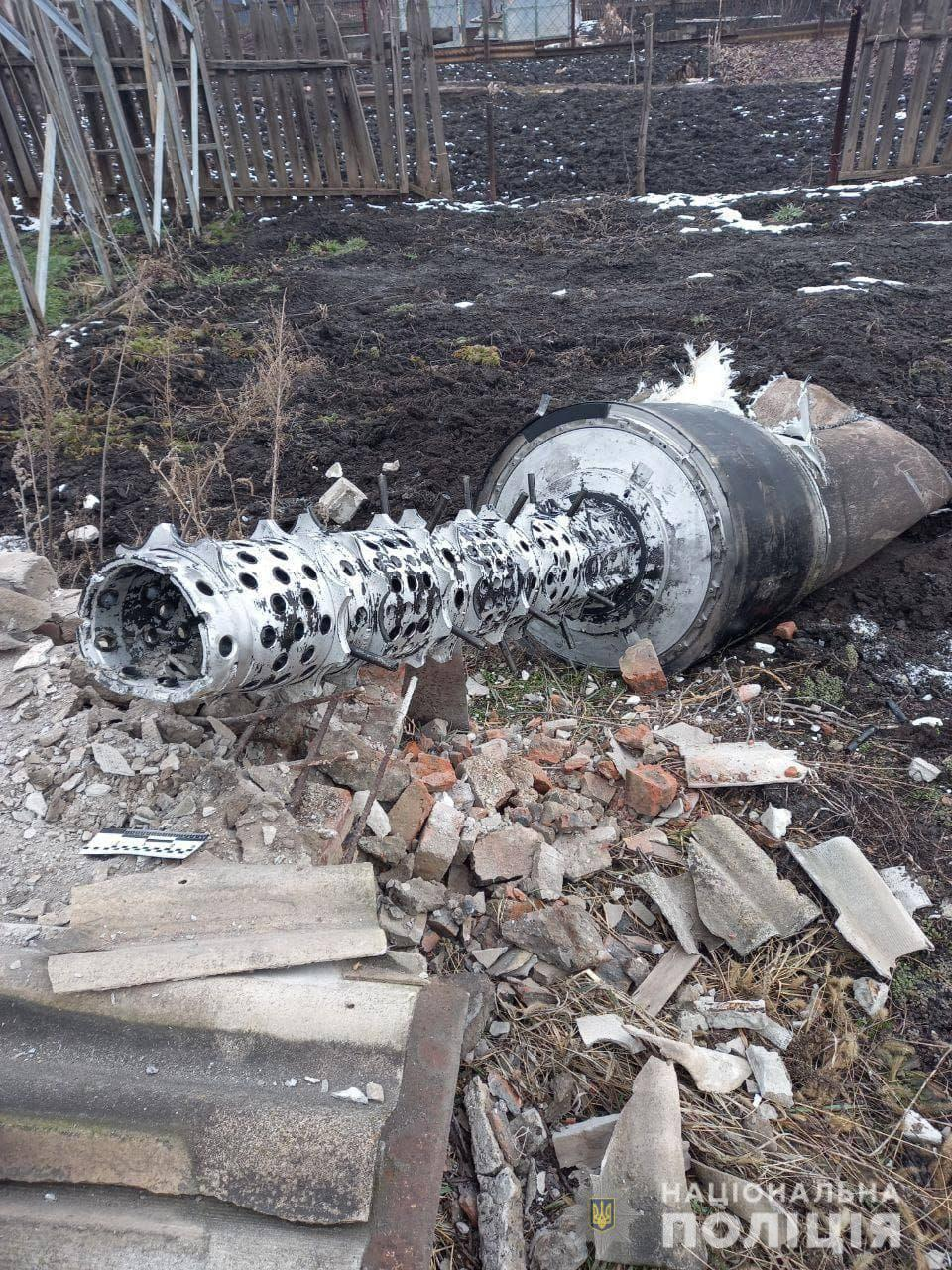
Überreste einer 9M723-Rakete mit dem Träger der Streumunition

Im Zuge des Bergkarabachkonfliktes 2020 haben die Streitkräfte Armeniens bei vier Einsätzen Ziele in Aserbaidschan mit 9M723E-Raketen beschossen. Im Februar 2021 bemängelte der Premierminister Armeniens Nikol Paschinjan in einem Interview die Zuverlässigkeit und Wirksamkeit der eingesetzten Iskander-Raketen. Weder haben die vier 9M723E-Raketen die Ziele präzise treffen können noch seien die Gefechtsköpfe ordnungsgemäß detoniert.

### Russischer Überfall auf die Ukraine 2022
Beim russischen Überfall auf die Ukraine 2022 starteten die Streitkräfte Russlands am ersten Kriegstag 63 9M723-Raketen gegen 33 Ziele in der Ukraine. Schätzungen zufolge starteten die Streitkräfte Russlands bis Ende 2022 je nach Quelle 124–750 9M723-Kurzstreckenraketen gegen Ziele in der Ukraine. Ebenso sollen bis zum selben Datum auch 68 9M727/9M728-Marschflugkörper gegen Ziele in der Ukraine gestartet worden sein. In der Folge des Krieges wurde die Waffe in hoher Zahl eingesetzt, im Februar 2025 gab das russische Verteidigungsministerium an, während des Krieges über 1.400 Ziele mit dem Iskander-System getroffen zu haben.

## Politische Auseinandersetzung

### NATO-Raketenabwehrschild
Russland kündigte wegen des in Polen und Rumänien geplanten NATO-Raketenabwehrschildes an, Raketen in der Oblast Kaliningrad aufzustellen. Der damalige russische Präsident Dmitri Medwedew teilte Anfang November 2008 in seiner ersten Rede zur Lage der Nation mit, dass es sich dabei um Kurzstreckenraketen vom Typ Iskander handele, welche die angrenzenden NATO-Mitgliedstaaten Litauen und Polen erreichen können. Aufgrund ihrer hohen Zielgenauigkeit wären die Systeme nach russischen Angaben prinzipiell in der Lage, die geplanten Raketenabwehrstellungen in Polen auch mit konventionellen Gefechtsköpfen außer Gefecht zu setzen.
Später bot Medwedew den USA in einem Interview an, auf die Stationierung in Kaliningrad zu verzichten, wenn die USA im Gegenzug ihrerseits auf die Installation des Raketenabwehrsystems verzichten würden. Ende Januar 2009 gab Russland dann bekannt, die Stationierung der Waffe zu stoppen. Nachdem Präsident Barack Obama im September 2009 den Verzicht der Vereinigten Staaten auf die Errichtung des Abwehrschilds in Polen und Tschechien erklärt hatte, wurde eine Aufgabe der russischen Stationierungspläne in Kaliningrad erklärt. Nach dem Scheitern der Verhandlungen mit den USA bezüglich des europäischen Raketenschildes nahm Russland seine ursprünglichen Pläne allerdings wieder auf. Im Dezember 2013 war die Stationierung von Iskander-M-Systemen in Kaliningrad abgeschlossen.

### INF-Vertrag
Nach Vermutungen, unter anderem der NATO-Staaten, verstößt die Ausführung Iskander-K mit dem 9M729-Marschflugkörper gegen den INF-Vertrag. Dieser verbietet unter anderem landgestützte Marschflugkörper mit einer Reichweite von mehr als 500 km. Nachrichtendienste westlicher Staaten gehen davon aus, dass der 9M729-Marschflugkörper dem seegestützten 3M14-Marschflugkörper mit einer Reichweite von 2600 km entstammt.
Auf einer Pressekonferenz im Januar 2019 erörterte der Generalleutnant der Raketentruppen Michail Matwejewski die Entwicklung der 9M729-Rakete, bei der es sich um eine modernisierte 9M728-Rakete für das Iskander-M-Raketensystem handelt. Der Unterschied besteht mitunter in der erhöhten Leistung des Gefechtskopfes, welches mit einer größeren Masse und Abmessungen einhergeht. Des Weiteren führte eine Installation eines verbesserten Flugsteuerungssystems zu einer weiteren Verlängerung der Rakete, die sich auf insgesamt 53 cm summiert. Aufgrund des gleichbleibenden Triebwerks, des Treibstoffbehälters, und der vergrößerten Masse des Gefechtskopfes verringerte sich die maximale Flugreichweite um 10 Kilometer und beträgt schließlich 480 km. Nachdem die USA und der NATO-Generalsekretär die russischen Aussagen als wenig glaubhaft eingestuft hatten, erklärten die USA am 1. Februar 2019 ihren Ausstieg aus dem INF-Abrüstungsvertrag.

## Nutzerstaaten
- Algerien – Im Januar 2018 befanden sich 3 Iskander-E-Batterien mit 12 Startfahrzeugen und 75 9M723E-Raketen im Dienst.[61][62]:325
- Armenien – Im Januar 2018 befand sich eine Iskander-E-Batterie mit 4 Startfahrzeugen im Dienst.[62]:181
- Belarus – Eine unbekannte Anzahl wurde im Jahr 2022 beschafft.[63][64]
- Russland – Im Januar 2020 befanden sich bei den russischen Streitkräften 12 SS-26-Brigaden mit insgesamt 140 Startfahrzeugen im Dienst.[65]:196 Eine russische Iskander-M-Brigade besteht aus rund 51 verschiedenen Fahrzeugen, davon sind 12 Startfahrzeuge.[66]